# Louisiana (barco a vapor)

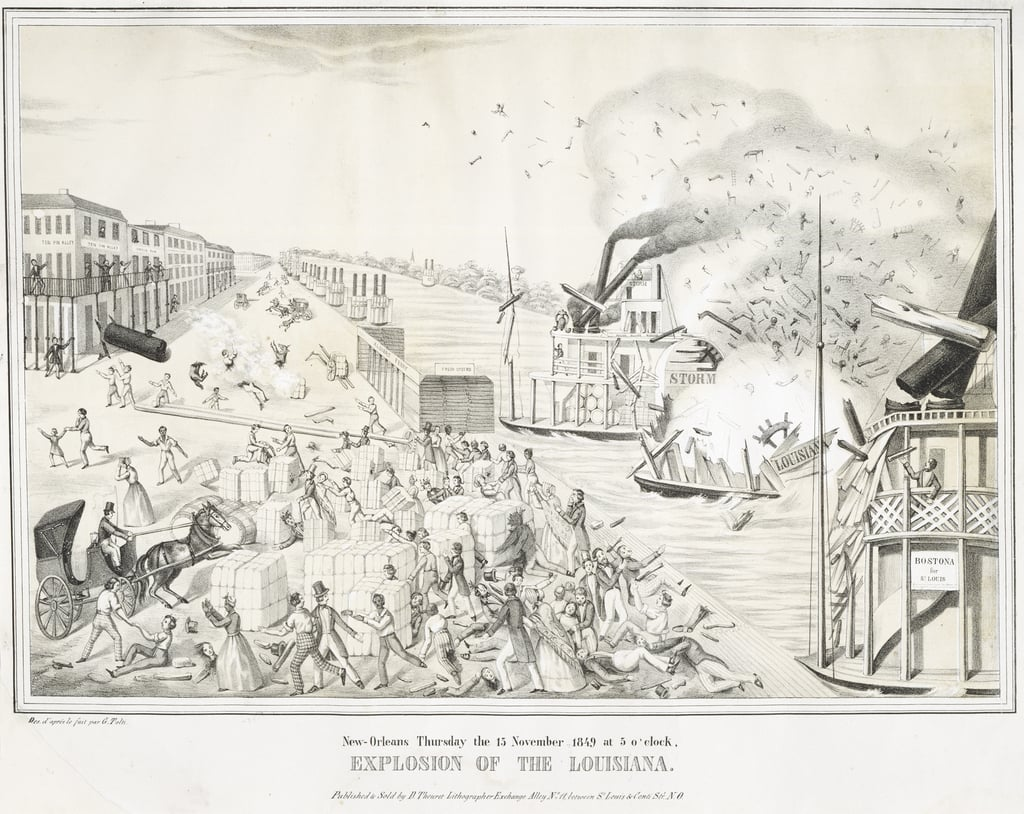
Nova Orleans, quinta-feira, 15 de novembro de 1849, às 5 horas, Explosão do Louisiana (Dominique Theuret, após G. Tolti, Museum of Fine Arts Houston objeto B.99.15)

O Louisiana foi um barco a vapor do Rio Mississippi que explodiu em 15 de novembro de 1849, matando pelo menos 150 pessoas e possivelmente até 200, além de ferir gravemente várias outras.
Todas as caldeiras explodiram simultaneamente cerca de cinco minutos após o barco deixar o cais na Rua Gravier, em Nova Orleans; todo o barco afundou 10 minutos após a explosão. Várias das vítimas estavam no vapor Storm, que estava atracado ao lado do Louisiana.